# Gina (revista)
Gina foi uma revista pornográfica portuguesa, publicada pelas edições Pirâmide entre 1974 e 2005, ao longo de 196 números, tornando-se a primeira e mais célebre revista pornográfica do país.
A revista Gina, considerada ícone de toda uma geração, faz parte da Caderneta de Cromos de Nuno Markl, colocando-se no 9.º lugar na votação de popularidade pelo público.

## História
A revista foi fundada após a Revolução dos Cravos por Acácio Gomes, proprietário da editora Palinex, com oficinas gráficas localizadas nas Vendas Novas, após tomar conhecimento com a revista alemã do mesmo nome numa feira do livro em Frankfurt, na Alemanha. Comprou os direitos da revista, incluindo o fotolito, mantendo o nome e o grafismo, nascendo assim a primeira revista pornográfica portuguesa, e provavelmente a única a usar o formato de textos em balão.
O primeiro número saiu em setembro de 1974, com uma tiragem inicial de 30 mil exemplares, que se imediatamente se esgotou. Os primeiros quatro números foram publicados entre entre setembro e outubro de 1974, saindo ao mesmo tempo em Portugal e na Alemanha, tendo-se vendido em Portugal cerca de 150 mil exemplares de cada um. A revista custava então 25 ou 30 escudos, valor que correspondia a 5% do salário nacional, rapidamente aumentado para 50 escudos.

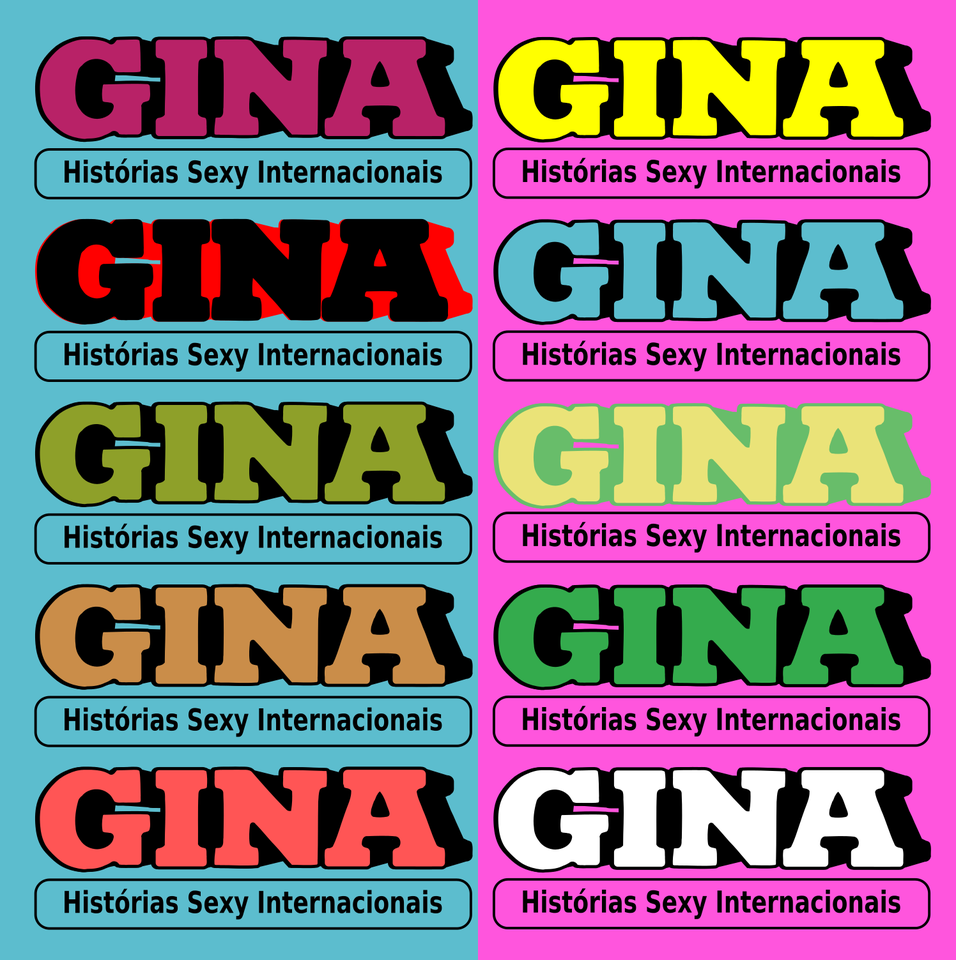
Diferentes combinações de cores usadas no título da revista Gina

As traduções dos textos eram da responsabilidade de Mário Gomes, irmão de Acácio, por vezes com recurso à criatividade e ao improviso. A periodicidade variava, chegando a ser lançados 10 a 15 títulos por mês, com as rotativas a trabalhar 24 horas por dia na produção da revista.
Apesar de receberem muitas propostas de cidadãos nacionais para participarem na revista, os modelos eram sempre estrangeiros, nunca se tendo realizado castings para atores porno nos escritórios da empresa na Buraca.
Segundo informação dos vendedores dos quiosques das estações de comboio do Rossio e Santa Apolónia, a popularidade da revista não se limitava aos homens, sendo também muito popular entre as mulheres, vendendo-se milhares a senhoras que estavam de passagem. Por forma a evitar o embaraço público de serem vistos com a revista, os homens normalmente a escondiam entre o jornal, enquando as mulheres a disfarçavam entre outras revistas.
Em 1979, Acácio Gomes foi multado em 350 mil escudos, após denúncia de um padre que viu às revistas à venda na estação ferroviária de Santa Apolónia.
Em 1980, os irmãos Acácio, Mário e Constantino Gomes montaram as Edições Pirâmide, transferindo a revista para o Carmo, em Lisboa, vindo a instalar-se depois na cave de um prédio da Buraca, partilhando o espaço com outras célebres publicações daquela editora, como as as revistas de crochet e ponto de cruz, os manuais de tarot, os cromos de futebol e o Livro de São Cipriano.
Com o advento da internet e do canal 18, canal erótico disponível na TV por cabo portuguesa, o acesso à pornografia ficou muito facilitado, levando a uma queda nas vendas da revista. As dezenas de milhar de exemplares vendidos caíram para 1500 vendas por número nos últimos anos, sendo a publicação suspensa em julho de 2005.
O espólio da revista encontra-se atualmente na cave do prédio na Buraca, onde estão instaladas as edições Pirâmide, existindo cerca de 150 mil exemplares no armazém da Pirâmide em Chelas.

## Cultura pop
A banda 'The Great Lesbian Show' usa habitualmente a camisola da Gina nos seus concertos.
Os Ena Pá 2000 usaram uma das imagens da revista na capa do álbum ‘És Muita Linda’.